# ガラパゴススマートフォン
- 携帯電話 > スマートフォン > ガラパゴススマートフォン
- 携帯電話 > 日本における携帯電話 > ガラパゴススマートフォン

ガラパゴススマートフォンとは、日本独自の機能を実装するスマートフォンの日本における通称であり、和製英語である。略して「ガラスマ」と呼ばれることもある。
なお、類似した語源の「ガラホ」という端末がありしばしば混同されるが、以下の違いがある。
ガラスマ
日本独自の機能（特におサイフケータイやワンセグ）を搭載したスマートフォンであり、当時のガラケー（ガラパゴスケータイ）の機能を取り入れたもの（ガラパゴス化したスマホ）。
ガラホ
あくまでフィーチャーフォンであり、オペレーティングシステム (OS) を含めてスマートフォンの技術・部品を採用したもの（操作性は従来のフィーチャーフォンに準じており、機能が最低限に絞り込まれている）であるため、設計思想が全く異なる。

## 概要
日本においてスマートフォンを普及させるに当たってそれまでの日本における携帯電話（ガラパゴスケータイ）に実装されている機能（日本独自の機能）をスマートフォンに実装したのが始まりである。日本独自の機能をスマートフォンに実装することで、ガラパゴスケータイからスマートフォンへの機種変更を促す目的があった。
当時は日本のメーカーのスマートフォンに日本独自の機能を実装するものが多く、グローバルモデルと呼ばれる日本独自の機能を実装しないスマートフォン（特に海外のメーカーのスマートフォン）と区別するためにこの通称が用いられていた。だが、後に海外のメーカーのスマートフォンも日本独自の機能を実装するようになっており、iPhoneもiPhone 7からはApple Payの一部としてFeliCaに対応し2020年代以降、SIMフリー端末などでもFeliCaに対応、逆にワンセグは国内メーカーも搭載しなくなったため、次第に死語となりつつある。なお、そのiPhoneも日本だけ突出してシェアが高いことからガラパゴス化の扱いを受けることもある。
搭載する機能によっては、専用のハードウェアが必要であり、それらに対応させるために日本独自のハードウェア構成を取らざるを得ない。ガラパゴススマートフォンはそういった機種に対して使われる用語である。グローバル端末でもソフトウェアにおいて実現されている日本独自の機能（一例として、エリアメール・緊急速報メールの類など）は数多くある。

### スマートケータイ（スマケー）
2011年頃にはSoftBank 007SHなどのテンキー付きスマートフォンが「スマートケータイ」という商品名で販売されていた。これもガラパゴススマートフォンの一種と言える。なおスマートケータイはSoftBankの登録商標であるため、他キャリアの類似端末（docomoのSH-02DやauのIS11SH）は厳密には当てはまらないが便宜上この節で包括して扱う。
スマートケータイは、フィーチャーフォン利用者の中でも「タッチパネルでの操作に抵抗感を持っている者に向けた練習台」というコンセプトで開発された端末である。外見はフィーチャーフォンの画面部分をタッチパネルに取り替えたような形状である。それに対し、GUIや搭載する機能は多くのガラパゴススマートフォンとほとんど同じであり、いわゆるケータイ型スマホのこと。
そのため外見はフィーチャーフォンに似ていても実際の操作感覚は全く異なる。たとえば文字入力ではタッチパネルに適したフリック入力とテンキーに適したトグル入力の切り替えが自動で行われず、フリック入力とトグル入力の自動切り替えがなくテンキーの「あ」を5回押すと（あ→い→う→え→）「お」と入力したい所が「あああああ」となってしまうケースもあったほどで完成度が高いとは言い難いものであった。さらに、テンキーを使った片手持ちでは全ての操作が出来ず、両手持ちに持ち替えてタッチパネルも併用しなければならないため操作の煩雑化を招いた。
また、フィーチャーフォンは1回の充電で長時間使用できることが長所として知られているが、これはバックグラウンドでのデータ通信はほとんど行わないなどの省電力な設計に起因しており、バッテリーの容量自体はスマートフォンより遥かに少ない。これを無視してバッテリー容量が少ないままスマートフォンの機能をそのまま搭載したため、消費電力の大きさとバッテリー容量の少なさの負の相乗効果で、異常なほどに電池切れを起こしやすい。これらの欠点が露呈して購入者の支持は伸びず、スマートケータイの商品展開は短命に終わった。
その後、2015年春より「ガラホ」と呼ばれる端末が登場した。それらは外見は似ているが、スマートケータイの「スマートフォン移行の練習台」というコンセプトを改め、「フィーチャーフォンの正統進化」として開発された端末である。そのため、OS・ミドルウェア・ハードウェア等のそれ自体はスマートフォンのほぼ流用だが、コンセプトは完全にフィーチャーフォンであり、バックグラウンド通信を抑制するための改修がOSに施されている、アプリのインストールに制約がある、機能面が従来型のフィーチャーフォンと同程度に絞り込まれているといった違いがある。
一方でこのガラホの登場を受け、再び「ケータイ型スマホ」を欲するニッチ市場を狙う流れも生まれた。2016年～2017年にかけてSIMフリーのテンキー付きスマートフォンとしてLGのWine Smart LGS01やFREETELのMUSASHIが発売され、スマートケータイ市場が盛り上がった。しかしこれも長くは続かず、日本国内でこれ以上の盛り上がりを見せることなく新機種はリリースされなくなった。その後、ピーアップが6年ぶりとなる新機種「Mode1 RETRO II」を2023年10月20日に発売し、再びスマートケータイが注目を集めた。
また、日本国外に目を向けると、中国市場では日本のスマケーによく似た設計コンセプトのテンキー付きスマートフォンが富裕層に人気を博しており、中には全面タッチパネル型スマートフォンのハイエンド機にも匹敵する高性能CPUや大容量RAMなどを搭載した機種も存在する。

#### スマートケータイ（および設計思想の近い機種）の一覧
ソフトバンク (SoftBank)
- AQUOS PHONE THE HYBRID SoftBank 007SH
- AQUOS PHONE THE HYBRID SoftBank 101SH

ディズニー・モバイル・オン・ソフトバンク
- DM011SH

ソフトバンク・ウィルコム沖縄（各Y!mobile）
- S42HW

KDDI・沖縄セルラー電話（各au）
- AQUOS PHONE IS11SH
- AQUOS PHONE IS14SH
- INFOBAR C01
- AQUOS PHONE SL IS15SH

NTTドコモ
- AQUOS PHONE slider SH-02D

その他（MVNOやSIMフリーなど）
- LG Wine Smart (LGS01)：J:COM MOBILE専売機種で、au回線に限りVoLTE対応（要SIMロック解除）。
- FREETEL MUSASHI (FTJ161A)：デュアルディスプレイ（4インチ）を搭載。
- ピーアップ Mode1 RETRO (MD-02P)：通話はW-CDMAのみ対応の為、au回線は非対応。
- ピーアップ Mode1 RETRO II (MD-06P)：国内（楽天モバイル回線を除く）3大キャリアのVoLTE対応。

## 問題点
ガラパゴススマートフォンにはAndroid OSがベースにされ各機能を搭載するためにはOSのソースコードを大幅に編集する必要がある。その結果として、「通話・メールが利用できない」「動作がもたつく」「発熱、再起動などの不具合が頻発する」ることが多いが、「Android OSのアップデートがグローバル端末よりも遅れる、ないしはメジャーアップデートが実施されない」「修理をされても不具合が解消されておらず、何度も修理しても改善がなされない」などといった弊害が発生し、「キャリアショップに不具合として認められず、他機種への交換対応・返金処理が認められず、修理対応のみ」といったトラブルも発生し、利用者はキャリアによる縛りのせいで最低でも支払いが終了するまで使い続ければならず、2年後に日本独自の機能を搭載していないiPhoneへの移行、海外の並行輸入の端末を輸入してSIMカードを差し替えて利用する者も存在する「日本製=不具合が多い」というイメージの定着、国内メーカーのシェアの低下、その分Appleなど同様の機能を搭載し、前述のような問題が少ない海外メーカーのシェアが増加、NECモバイルコミュニケーションズ（NECブランド・CASIOブランド）、パナソニックモバイルコミュニケーションズ（Panasonicブランド）のようにスマートフォン自体からの撤退を表明した企業も存在する。
またキャリアから販売されるモデルには、キャリア独自のロゴやアプリが導入される場合が多い。これはメーカーの意思やデザインを破壊してしまう事が少なくないため、ユーザーから度々批判の声も上がっている。

## 主な機能
- おサイフケータイ (FeliCa)
- テレビジョン放送（ワンセグ・フルセグ）
- マルチメディア放送 (NOTTV)
- 赤外線通信 (IrDA)
- キャリアアプリ - dメニューなどのキャリア独自のプリインストールアプリ。大半はアンインストールできない仕様。
- キャリアメール - 特にWEBメールとしての利用ができず、そのキャリアでしか使えないもの。
- カメラのシャッター音 - 日本では盗撮防止の観点から、シャッター音が消せない仕様になっている。iPhoneのグローバルモデルはマナーモードにすれば無音になるが、日本向けモデルのみ音を消せないようにカスタムされている。日本版のスマートフォンには、国外のSIMカードを挿すとシャッター音が消える仕様が多い。